# Kabinett Akufo-Addo

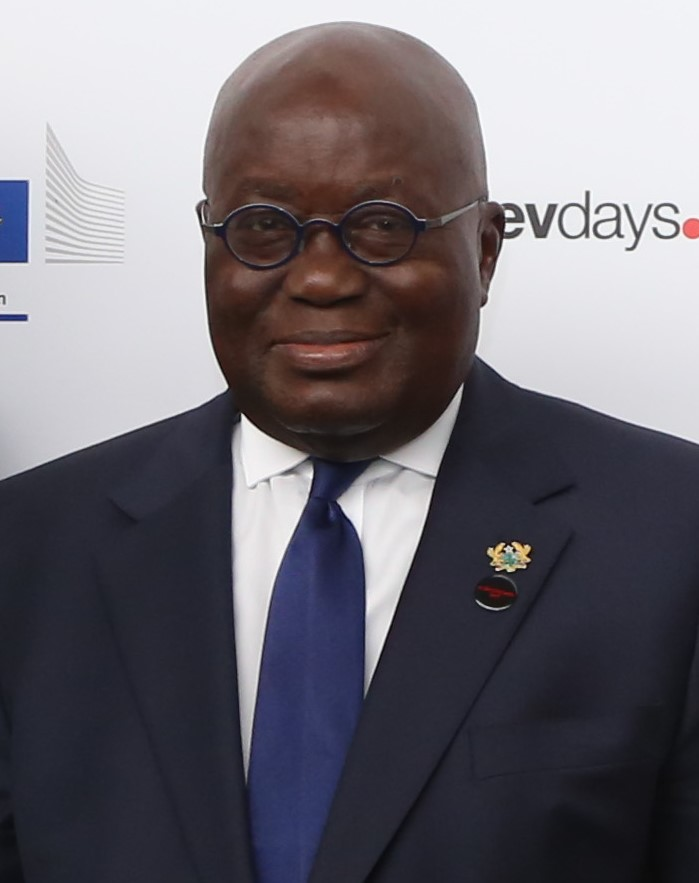
Präsident Nana Akufo-Addo (2017)

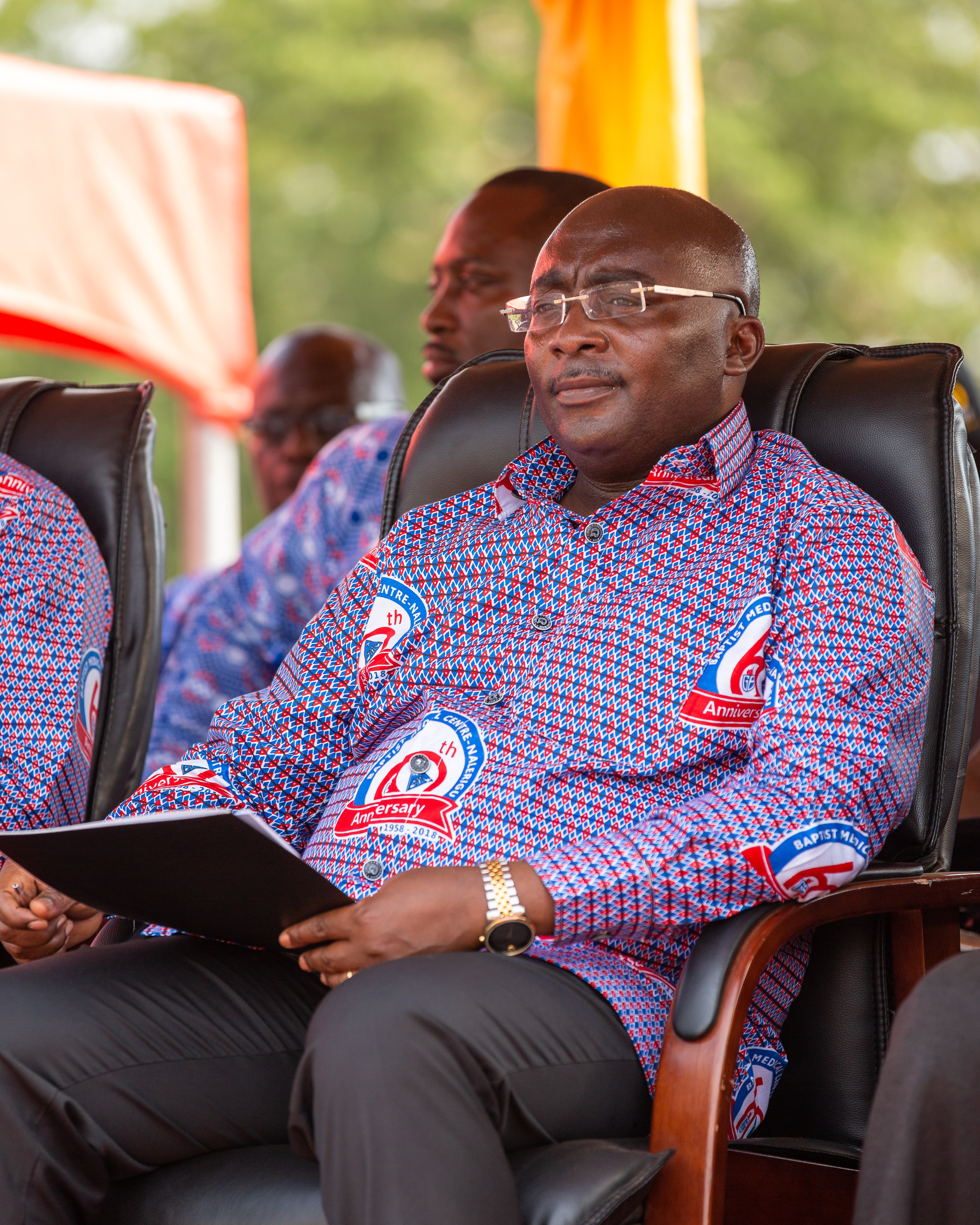
Vizepräsident Mahamudu Bawumia (2018)

Das Kabinett Akufo-Addo ist das achte Regierungskabinett der vierten Republik Ghanas. Nach der gewonnenen Präsidentschaftswahl im Dezember 2016 wurde Nana Akufo-Addo am 7. Januar 2017 als Präsident des Landes vereidigt. Gemäß Art. 76 Abs. 1 der Verfassung besteht das Kabinett neben dem Präsidenten und dem Vizepräsidenten aus mindestens zehn und höchstens 19 Staatsministern. Daneben existieren Nicht-Kabinettsminister sowie Regionalminister, die Vertretung übernehmen jeweils Vizeminister (deputy ministers).

## Minister
Die 36 Minister wurden am 27. Januar, 7. und 10. Februar 2017 vereidigt, am 30. Mai 2017 gab Präsident Akufo-Addo bekannt, welche 19 Minister seinem Kabinett angehören würden. Am 9. August 2018 fand die erste Kabinettsumbildung statt.

### Kabinett
| Amt                                                 | Name                                              | Partei |
| --------------------------------------------------- | ------------------------------------------------- | ------ |
| Präsident (President)                               | Nana Akufo-Addo seit 7. Januar 2017               | NPP    |
| Vizepräsident (Vice President)                      | Mahamudu Bawumia seit 7. Januar 2017              | NPP    |
| Minister of Agriculture                             | Owusu Afriyie Akoto seit 27. Januar 2017          | NPP    |
| Minister of Defence                                 | Dominic Nitiwul seit 27. Januar 2017              | NPP    |
| Minister of Education                               | Matthew Opoku Prempeh seit 27. Januar 2017        | NPP    |
| Minister of Employment and Labour Relations         | Ignatius Baffour-Awuah seit 7. Februar 2017       | NPP    |
| Minister of Energy                                  | Boakye Agyarko 27. Januar 2017 – 6. August 2018   | NPP    |
| Minister of Energy                                  | John Peter Amewu seit 9. August 2018              | NPP    |
| Minister of Finance                                 | Ken Ofori-Atta seit 27. Januar 2017               | NPP    |
| Minister of Foreign Affairs                         | Shirley Ayorkor Botchway seit 28. Januar 2017     | NPP    |
| Minister of Health                                  | Kwaku Agyemang-Manu seit 27. Januar 2017          | NPP    |
| Minister of Interior                                | Ambrose Dery seit 27. Januar 2017                 | NPP    |
| Attorney General and Minister of Justice            | Gloria Akuffo seit 27. Januar 2017                | NPP    |
| Minister of Lands and Natural Resources             | John Peter Amewu 7. Februar 2017 – 9. August 2018 | NPP    |
| Minister of Lands and Natural Resources             | Kwaku Asomah-Cheremeh seit 9. August 2018         | NPP    |
| Minister of Monitoring and Evaluation               | Anthony Akoto Osei seit 7. Februar 2017           | NPP    |
| Minister of Railway Development                     | Joe Ghartey seit 7. Februar 2017                  | NPP    |
| Minister of Regional Reorganization and Development | Dan Botwe seit 7. Februar 2017                    | NPP    |
| Minister of Sanitation and Water Resources          | Joseph Kofi Adda 7. Februar 2017 – 9. August 2018 | NPP    |
| Minister of Sanitation and Water Resources          | Cecilia Dapaah seit 9. August 2018                | NPP    |
| Minister of Special Development Initiatives         | Mavis Hawa Koomson seit 10. Februar 2017          | NPP    |
| Minister of Tourism, Arts and Culture               | Catherine Afeku seit 10. Februar 2017             | NPP    |
| Minister of Trade and Industry                      | Alan Kyeremanten seit 27. Januar 2017             | NPP    |
| Minister of Transport                               | Kwaku Ofori Asiamah seit 7. Februar 2017          | NPP    |

### Nicht-Kabinettsminister
| Amt                                                         | Name                                                         | Partei |
| ----------------------------------------------------------- | ------------------------------------------------------------ | ------ |
| Minister of Aviation                                        | Cecilia Dapaah 10. Februar 2017 – 9. August 2018             | NPP    |
| Minister of Aviation                                        | Joseph Kofi Adda seit 9. August 2018                         | NPP    |
| Minister of Business Development                            | Ibrahim Mohammed Awal seit 10. Februar 2017                  | NPP    |
| Minister of Chieftaincy and Religious Affairs               | Kwesi Amoako-Atta seit 10. Februar 2017                      | NPP    |
| Minister of Communications                                  | Ursula Owusu-Ekuful seit 7. Februar 2017                     | NPP    |
| Minister of Environment, Science, Technology and Innovation | Kwabena Frimpong-Boateng seit 7. Februar 2017                | NPP    |
| Minister of Fisheries and Aquaculture                       | Elizabeth Afoley Quaye seit 10. Februar 2017                 | NPP    |
| Minister of Gender, Children and Social Protection          | Otiko Afisa Djaba 7. Februar 2017 – 9. August 2018           | NPP    |
| Minister of Gender, Children and Social Protection          | Cynthia Morrison seit 9. August 2018                         | NPP    |
| Minister of Information                                     | Mustapha Abdul-Hamid 10. Februar 2017 – 9. August 2018       | NPP    |
| Minister of Information                                     | Kojo Oppong Nkrumah seit 9. August 2018                      | NPP    |
| Minister of Inner City and Zongo Development                | Abubakar Saddique Boniface 10. Februar 2017 – 9. August 2018 | NPP    |
| Minister of Inner City and Zongo Development                | Mustapha Abdul-Hamid seit 9. August 2018                     | NPP    |
| Minister of Local Government and Rural Development          | Alima Mahama seit 27. Januar 2017                            | NPP    |
| Minister of National Security                               | Albert Kan-Dapaah seit 27. Januar 2017                       | NPP    |
| Minister of Parliamentary Affairs                           | Osei Kyei Mensah-Bonsu seit 10. Februar 2017                 | NPP    |
| Minister of Planning                                        | George Gyan-Baffour seit 10. Februar 2017                    | NPP    |
| Minister of Roads and Highways                              | Kwesi Amoako-Atta seit 7. Februar 2017                       | NPP    |
| Minister of Works and Housing                               | Samuel Atta Akyea seit 7. Februar 2017                       | NPP    |
| Minister of Youth and Sports                                | Isaac Kwame Asiamah seit 10. Februar 2017                    | NPP    |
| Senior Minister                                             | Yaw Osafo-Maafo seit 27. Januar 2017                         | NPP    |

### Regionalminister
Die zehn Regionalminister legten am 17. Februar 2017 ihren Amtseid ab.
| Region               | Name                                                    | Partei |
| -------------------- | ------------------------------------------------------- | ------ |
| Ashanti Region       | Simon Osei-Mensah seit 17. Februar 2017                 | NPP    |
| Brong Ahafo Region   | Kwaku Asomah-Cheremeh 17. Februar 2017 – 9. August 2018 | NPP    |
| Brong Ahafo Region   | Evans Opoku Bobie seit 9. August 2018                   | NPP    |
| Central Region       | Kwamena Duncan seit 17. Februar 2017                    | NPP    |
| Eastern Region       | Eric Kwakye Darfour seit 17. Februar 2017               | NPP    |
| Greater Accra Region | Ishmael Ashitey seit 17. Februar 2017                   | NPP    |
| Northern Region      | Salifu Saeed seit 17. Februar 2017                      | NPP    |
| Upper East Region    | Rockson Ayine Bukari 17. Februar 2017 – 9. August 2018  | NPP    |
| Upper East Region    | Paulina Patience Abagaye seit 9. August 2018            | NPP    |
| Upper West Region    | Sulemana Alhassan 17. Februar 2017 – 1. Februar 2018    | NPP    |
| Upper West Region    | Amidu Ishaq (interim) 1. Februar 2018 – 4. Mai 2018     | NPP    |
| Upper West Region    | Sulemana Alhassan seit 4. Mai 2018                      | NPP    |
| Volta Region         | Archibald Yao Letsa seit 17. Februar 2017               | NPP    |
| Western Region       | Kwaku Afriyie seit 17. Februar 2017                     | NPP    |